# オレンジ (BONNIE PINKの曲)
『オレンジ』は、BONNIE PINKのデビューシングル。

## 解説
デビューアルバム『Blue Jam』からのリカットシングルとして、1995年10月20日に発売された。KING COBRAの井出靖によるプロデュース。

## 収録曲
作詞・作曲：浅田香織
1. オレンジ （5:52）
（編曲：井上富雄）
2. キャンディ2つの散歩 （4:32）
（編曲：キハラ龍太郎）
3. オレンジ (Instrumental)

## 収録アルバム
- 『Blue Jam』（1., 2.)
- 『Bonnie's Kitchen ＃1』（1.）
- 『Every Single Day -Complete BONNIE PINK（1995-2006）-』（1.）